# Willis Schaefer
Willis H. Schaefer (ook: Will Schaefer) (Kenosha, 23 november 1928 – Cathedral City, 30 juni 2007) is een Amerikaans componist en dirigent.

## Levensloop
Schaefer kreeg zijn basisopleiding aan de Mary D. Bradford High School in Kenosha. Hij studeerde aan de DePaul-universiteit in Chicago en behaalde daar zijn Bachelor of Music. Verder studeerde hij aan de Northwestern-universiteit in Evanston (Illinois) en behaalde zijn Master of Arts.
Tijdens de Koreaanse Oorlog was hij tweede dirigent en arrangeur bij de Fifth Army Band, Special Services in Fort Sheridan (Illinois) tot 1954 waar hij werken schreef voor Radio Free Europe, Radio Voice of America en andere omroep stations. Na zijn militaire dienst vertrok hij naar New York en werd freelance componist. Hij schreef voor bekende muziekuitgaven, componeerde, dirigeerde en arrangeerde voor radio, televisie, commerciële ondernemingen (Ford, Chevrolet, Pillsbury, Post Cereals en anderen), de filmindustrie en platen- en cd-opnames. Hij arrangeerde onder andere voor Buddy Rich en Count Basie en dertien Broadway musicals.
Vanaf 1966 werkte hij als componist, dirigent en artistiek directeur voor de Walt Disney Studios en componeerde muziek voor vele films en televisie-series. In totaal schreef hij rond 2000 werken.
Ook als dirigent was hij werkzaam onder andere bij het Hollywood Bowl Orchestra, de Sun Valley Summer Symphony, het Grant Park Orchestra of Chicago, het Kenosha Symphony Orchestra, het Racine Symphony Orchestra, het Denver Symphony Orchestra, het Disney World All-Star College Orchestra, het Budapest Symphony Orchestra, het Prague Symphony Orchestra, het BBC Radio Orchestra, het London Symphonia Orchestra, het Villa Lobos Concert Orchestra of Madrid, het North Shore Concert Orchestra, de San Fernando Symphonic Winds, het University of Souther California Concert Wind Orchestra, het DePaul University Wind Ensemble, de Northwestern University Concert Band, de United States Marine Band "The Presidents Own" en de Kenosha Band-O-Rama.
Schafer werd met de Emmy Award in 1979 onderscheiden en ontving de Pulitzer-Prijs in 1976 voor het concertstuk The Sound of America, dat hij gecomponeerd had voor de 200-jaar viering van de Verenigde Staten in 1976.

## Composities

### Werken voor orkest
- New England Suite
- Music For A Sunday Afternoon

### Werken voor harmonieorkest
- 1956 MIdnight Matinee
- 1967 Folksay
- 1974 Ballada
- 1975 The Sound of America
- 1976 Shadings, voor trompet solo en harmonieorkest
- 1978 Fanfare and Processional
- 1986 Color me Blue
- A Montage of American Western Songs
- Overture Magnifique
- Reflections on a Boyhood Summer
- Overture - Fanfare and Capriccio

### Muziektheater

#### Musicals
- What Makes Sammy Run?
- Kicks & Company
- The Prince and the Showgirl
- Spotlight

### Vocale muziek
- Midnight Matinee
- Caribeguine
- Autumn Beguine

### Filmmuziek
- 1948 - Lamp Unto My Feet
- 1950 - Armstrong Circle Theatre
- 1952 - House Party
- 1954 - The Blue Angel
- 1955 - The Phil Silvers Show
- 1957 - Mr. Adams and Eve
- 1957 - Old Yeller
- 1959 - The Shaggy Dog
- 1960 - Toby Tyler, or Ten Weeks with a Circus
- 1960 - The Flintstones
- 1961 - The Yogi Bear Show
- 1961 - Straightaway
- 1962 - The Tonight Show Starring Johnny Carson
- 1964-1979 - Disneyland, 10 afleveringen
- 1965 - Hogan's Heroes
- 1965 - I Dream of Jeannie
- 1967 - The Flying Nun
- 1969 - Scooby Doo, Where Are You!
- 1973 - Super Friends
- 1978 - The Godzilla Power Hour
- 1978 - Mickey's 50
- 1979 - The Sky Trap
- 1990 - Forgotten Heroes
- A Frank Loesser Collection
- Pirates of the Caribbean